# Природно-заповідний фонд Полтавської міської ради
Природно-заповідний фонд Полтавської міської ради становить 33 об'єкти ПЗФ: 25 пам'яток природи та 8 парків-пам'яток садово-паркового мистецтва. З них 1 — загальнодержавного значення («Полтавський міський парк»). Загальна площа ПЗФ — 205,81 га.

## Об'єкти

### Пам'ятки природи
| Назва об'єкта                                                       | Тип, категорія             | Рік створення    | Площа (га) | Місцезнаходження | Зображення |
| ------------------------------------------------------------------- | -------------------------- | ---------------- | ---------- | --- | ---------- |
| «Березовий гай»                                                     | Пам'ятка природи ботанічна | 1970; 1972; 1984 | 1          | вул. Юліана Матвійчука, поблизу будинку № 2 |            |
| «Бульвар Гоголя»                                                    | Пам'ятка природи ботанічна | 1970; 1972; 1984 | 1,5        | від вул. Соборності до вул. Юліана Матвійчука |            |
| «Бульвар Котляревського»                                            | Пам'ятка природи ботанічна | 1970; 1972; 1984 | 1          | від вул. Небесної Сотні до вул. Юліана Матвійчука |            |
| «Дуб пірамідальний»                                                 | Пам'ятка природи ботанічна | 1975             | 0,02       | вул. Європейська, 43 |            |
| «Дуб черешчатий»                                                    | Пам'ятка природи ботанічна | 1979             | 0,02       | вул. Алмазна, 16 |            |
| «Дуб черешчатий»                                                    | Пам'ятка природи ботанічна | 1982             | 0,01       | вул. Гоголя, 20 |            |
| «Дуб черешчатий»                                                    | Пам'ятка природи ботанічна | 1970             | 0,01       | вул. Європейська, 9а; ДЮСШ № 2 |            |
| «Дуб черешчатий»                                                    | Пам'ятка природи ботанічна | 1982             | 0,01       | вул. Загородна, 43 |            |
| «Дуб черешчатий»                                                    | Пам'ятка природи ботанічна | 1982             | 0,01       | пров. Марка Вовчка, 9А |            |
| «Дуб черешчатий» (спиляний)                                         | Пам'ятка природи ботанічна | 1982             | 0,02       | вул. Мясоєдова, 27/29 |            |
| «Дуб черешчатий»                                                    | Пам'ятка природи ботанічна | 1975             | 0,01       | просп. Віталія Грицаєнка, 10 |            |
| «Дуб черешчатий»                                                    | Пам'ятка природи ботанічна | 1975             | 0,01       | просп. Віталія Грицаєнка, 17 |            |
| «Дуб черешчатий»                                                    | Пам'ятка природи ботанічна | 1975             | 0,01       | просп. Віталія Грицаєнка, 22; Полтавська обласна інфекційна лікарня                                                                                         |            |
| «Дуб черешчатий»                                                    | Пам'ятка природи ботанічна | 1979             | 0,01       | вул. Юліана Матвійчука, 127 |            |
| «Дуб черешчатий»                                                    | Пам'ятка природи ботанічна | 1992             | 0,05       | площа Слави, 3; територія лікарні станції Полтава-Південна                                                                                                  |            |
| «Дуб черешчатий»                                                    | Пам'ятка природи ботанічна | 1969             | 0,02       | вул. Шевченка, 1 |            |
| «Дуби черешчаті»                                                    | Пам'ятка природи ботанічна | 1975             | 0,05/3     | вул. В. Козака, 4 |            |
| «Дуби черешчаті»                                                    | Пам'ятка природи ботанічна | 1970             | 0,04/2     | вул. Монастирська, 9А, Полтавська спеціалізована школа-інтернат № 1                                                                                         |            |
| «Дуби черешчаті»                                                    | Пам'ятка природи ботанічна | 1975             | 0,02/2     | просп. Віталія Грицаєнка, 10; Коледж управління, економіки і права ПДАА                                                                                     |            |
| «Дуби черешчаті»                                                    | Пам'ятка природи ботанічна | 1975             | 0,04/2     | вул. Соборності, 37 |            |
| «Дубовий гай»                                                       | Пам'ятка природи ботанічна | 1970             | 4,2        | вул. Медична, 1; територія Полтавської обласної клінічної психіатричної лікарні ім. О. Ф. Мальцева                                                          |            |
| «Каштан кінський» («Каштан Вавілова»)                               | Пам'ятка природи ботанічна | 1989             | 0,1        | вул. Шведська, 86; Полтавська державна сільськогосподарська дослідна станція імені М. І. Вавилова Інституту свинарства та агропромислового виробництва НААН |            |
| «Каштанова алея»                                                    | Пам'ятка природи ботанічна | 1970; 1972; 1984 | 4          | вул. Соборності |            |
| «Парк обласної лікарні»                                             | Пам'ятка природи ботанічна | 1975             | 13         | вул. Шевченка, 23, Полтавська обласна клінічна лікарня імені М. В. Скліфосовського                                                                          |            |
| «Парк сільськогосподарської дослідної станції імені М. І. Вавілова» | Пам'ятка природи ботанічна | 1970; 1972; 1984 | 1,5        | вул. Шведська, 86 |            |

### Парки-пам'ятки садово-паркового мистецтва
| Назва об'єкта                         | Тип, категорія, значення                                             | Рік створення    | Площа (га) | Місцезнаходження                                                       | Зображення |
| ------------------------------------- | -------------------------------------------------------------------- | ---------------- | ---------- | ---------------------------------------------------------------------- | ---------- |
| «Корпусний сад»                       | Парк-пам'ятка садово-паркового мистецтва місцевого значення          | 1964; 1984       | 6          | центральна частина Полтави                                             |            |
| «Парк аграрного технікуму»            | Парк-пам'ятка садово-паркового мистецтва місцевого значення          | 1964             | 2,5        | вул. Садівництва, 7                                                    |            |
| «Парк агробіостанції педуніверситету» | Парк-пам'ятка садово-паркового мистецтва місцевого значення          | 1964             | 5,25       | вул. Федора Моргуна, 6                                                 |            |
| «Парк Котляревського»                 | Парк-пам'ятка садово-паркового мистецтва місцевого значення          | 1970; 1972; 1984 | 5          | між вул. Європейською та вул. Сінною                                   |            |
| «Парк на садибі Панаса Мирного»       | Парк-пам'ятка садово-паркового мистецтва місцевого значення          | 1975             | 2          | вул. Панаса Мирного, 56; Літературно-меморіальний музей Панаса Мирного |            |
| «Парк „Перемога“»                     | Парк-пам'ятка садово-паркового мистецтва місцевого значення          | 1970; 1972; 1984 | 30,9       | просп. Віталія Грицаєнка, 20                                           |            |
| «Петровський»                         | Парк-пам'ятка садово-паркового мистецтва місцевого значення          | 1964; 1984       | 3          | біля площі Конституції                                                 |            |
| «Полтавський міський парк»            | Парк-пам'ятка садово-паркового мистецтва загальнодержавного значення | 1977             | 124,5      | північна частина Полтави, с. Яківці                                    |            |